# Macaca siberu
Il macaco di Siberut (Macaca siberu) è un mammifero primate appartenente alla famiglia dei Cercopithecidae. Alcuni lo considerano una sottospecie di Macaca pagensis.

## Descrizione
Si distingue dal macaco delle Mentawai (macaca pagensis), al quale è molto simile, perché è molto più scuro ed ha vistose macchie bianche sulle guance. La coda è solo un corto moncone.

## Distribuzione e habitat
La specie, come indica il nome, è endemica dell'isola Siberut, una delle Isole Mentawai di circa 4000 km² di superficie.

## Biologia
Le abitudini sono poco note. Come tutti i macachi ha attività diurna, svolta sia sugli alberi che al suolo, vive in gruppi e si nutre principalmente di frutta.

## Conservazione
Anche per la ristrettezza dell'areale, il macaco di Siberut è tra le specie di primati a maggior rischio di estinzione.